# المهاجرون العثمانيون

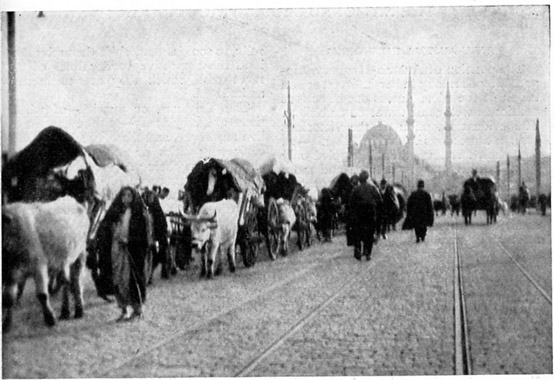
المهاجرون يصلون إلى الأستانة عاصمة الدولة العثمانية، سنة 1912.

المهاجرون العثمانيون (بالتركية: Muhacir)‏ وهم المواطنون العثمانيون وأولادهم وأحفادهم الذين هجروا أو هاجروا إلى تراقيا والأناضول منذ أواخر القرن الثامن عشر حتى نهاية القرن العشرين هربًا من التطهير العرقي والاضطهاد المستمر مع بداية أفول تفكك الدولة العثمانية. وتعدادهم حوالي 10 ملايين مواطن عثماني مسلم من الأتراك والألبان والبوشناق واليونانيين [الإنجليزية] والشركس وتتار القرم والبوماق والصرب (أكبر عدد من السكان المتضررين، كانت الإبادة الجماعية الشركسية التي تعرض فيها ما بين 90٪-95٪ من السكان الأصليين في المنطقة من تطهير عرقي وترحيلهم إلى الأناضول). واليوم هناك ما بين ربع إلى ثلث سكان تركيا البالغ عددهم 80 مليونًا تقريبًا ينحدرون من هؤلاء المهاجرين.
ما يقرب من 5-7 ملايين مهاجر مسلم من البلقان (من بلغاريا 1.15 مليون - 1.5 مليون؛ اليونان 1.2 مليون؛ رومانيا 400,000؛ يوغوسلافيا 800,000) وروسيا (500,000) والقوقاز (900,000 استقر منهم الثلثين، والباقي ارتحل إلى سوريا والأردن وقبرص) وسوريا (500,000 في الغالب نتيجة الحرب الأهلية السورية)، كل هؤلاء وصلوا إلى الأناضول العثمانية أو تركيا حاليا من 1783 إلى 2016 منهم 4 ملايين جاءوا في سنة 1924، وجاء 1.3 مليون مابين 1934-1945 وأكثر من 1.2 مليون خلال الحرب الأهلية السورية. تم طرد 170 ألف مسلم من الجزء المجري الذي انتزعه النمساويون من الأتراك سنة 1699.
كان تدفق الهجرة خلال أواخر القرن التاسع عشر حتى بداية القرن العشرين بسبب فقدان الدولة العثمانية كل تلك الأراضي تقريبًا خلال حرب البلقان في 1912-1913 والحرب العالمية الأولى. رأى هؤلاء المهاجرون أو اللاجئون في الدولة العثمانية أو الجمهورية التركية «وطنًا أمًا» للحماية. وهرب معظم هؤلاء المهاجرين إلى الأناضول نتيجة الاضطهاد الواسع النطاق للمسلمين العثمانيين الذي حدث خلال السنوات الأخيرة من عمر الدولة العثمانية.
ومع إنشاء جمهورية تركيا في 1923 تدفقت إلى المنطقة أعداد كبيرة من الأتراك وغيرهم من المسلمين من البلقان والبحر الأسود والقوقاز وجزر بحر إيجة وجزيرة قبرص ولواء إسكندرون (الإسكندرونة) والشرق الأوسط والاتحاد السوفيتي، واستقر معظمهم في المناطق الحضرية شمال غرب الأناضول. وفي 1923 وصل أكثر من نصف مليون مسلم من جنسيات مختلفة من اليونان كجزء من التبادل السكاني بين اليونان وتركيا (لم يكن التبادل السكاني على أساس العرق بل على الانتماء الديني). ثم استمرت تركيا بعد 1925 بقبول هجرة المسلمين الناطقين بالتركية إليها ولم تمنع هجرة أفراد الأقليات غير التركية. وصل أكثر من 90٪ من جميع المهاجرين من دول البلقان. وما بين 1934-1945 جاء إلى تركيا 229,870 لاجئًا ومهاجرًا. وبين 1935-1940 هاجر ما يقرب من 124,000 بلغاري وروماني من أصل تركي إلى تركيا، وبين 1954-1956 هاجر حوالي 35,000 من السلاف المسلمين من يوغوسلافيا. بمعنى أنه خلال 55 عامًا منذ 1925 وحتى 1980 استقبلت تركيا ما يقرب من 1.3 مليون مهاجر؛ 36٪ من بلغاريا و 25٪ من اليونان و 22.1٪ من يوغوسلافيا و 8.9٪ من رومانيا. هؤلاء المهاجرون هم من البلقان، بالإضافة إلى أعداد أقل من المهاجرين الأتراك من قبرص والاتحاد السوفيتي، ومُنحوا الجنسية الكاملة عند وصولهم إلى تركيا. استقر المهاجرون بشكل أساسي في منطقتي مرمرة وإيجه (78٪) وفي وسط الأناضول (11.7٪).
ومنذ ثلاثينيات القرن الماضي حتى 2016 أضافت الهجرة مليوني مسلم في تركيا. وكان غالبية هؤلاء المهاجرين من أتراك البلقان الذين واجهوا المضايقات والتمييز في أوطانهم. وانضمت موجات جديدة من الأتراك وغيرهم من المسلمين الذين طُردوا من بلغاريا ويوغوسلافيا سنوات 1951-1953 أعقبها نزوح جماعي آخر من بلغاريا في 1983-1989، ليصل إجمالي المهاجرين إلى ما يقرب من عشرة ملايين شخص.
في الآونة الأخيرة هاجر أتراك المسخيت إلى تركيا من دول الاتحاد السوفيتي السابق (خاصة في أوكرانيا - بعد ضم الاتحاد الروسي للقرم في 2014)، ولجأ العديد من تركمان العراق وتركمان سوريا إلى تركيا بسبب حرب العراق الأخيرة (2003-2011) والحرب الأهلية السورية (2011 حتى الآن).

## بلغاريا
| سنوات     | الأعداد   |
| --------- | --------- |
| 1878-1912 | 350,000   |
| 1923-33   | 101,507   |
| 1934-39   | 97,181    |
| 1940-49   | 21,353    |
| 1950-51   | 154,198   |
| 1952-68   | 24        |
| 1969-78   | 114,356   |
| 1979-88   | 0         |
| 1989-92   | 321,800   |
| المجموع   | 1,160,614 |

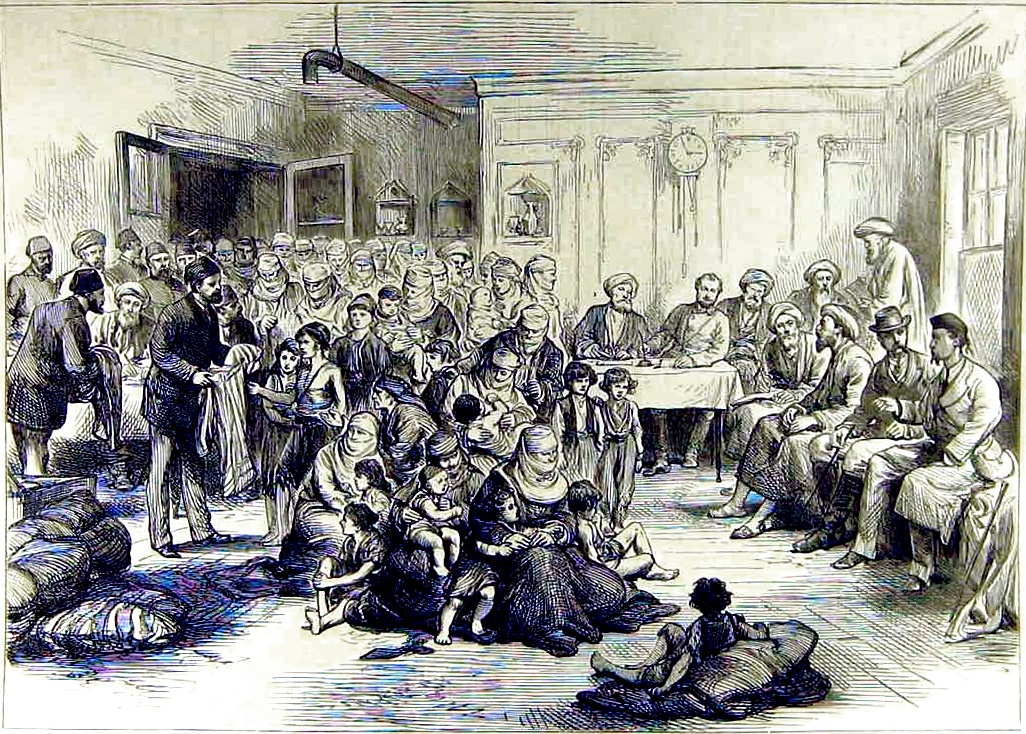
توزيع ملابس على اللاجئين الأتراك في شيملا، 1877.

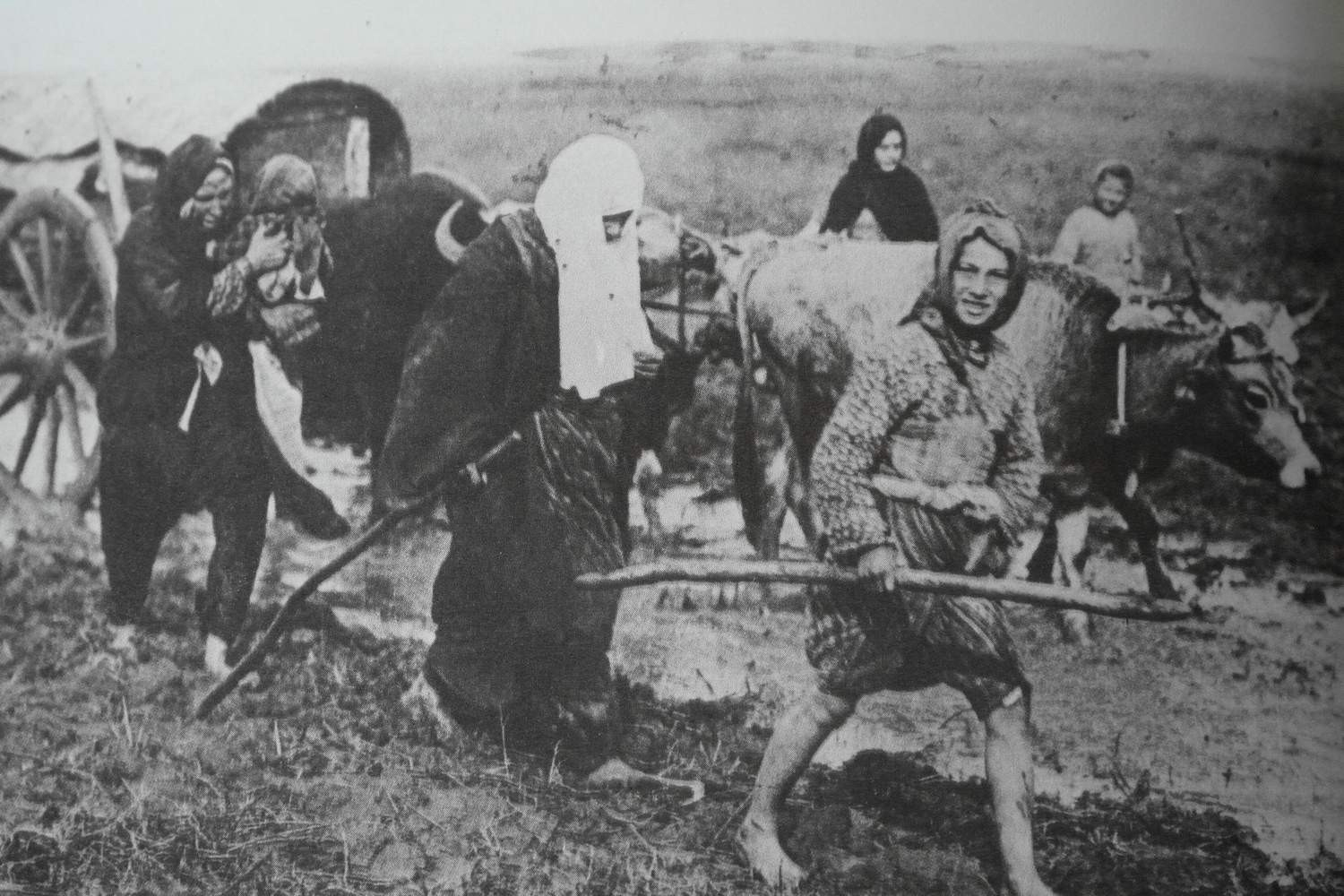
مهاجرون أتراك من بلغاريا يصلون الأناضول سنة 1912.

حدثت الموجة الأولى من المهاجرين من بلغاريا خلال الحرب الروسية التركية (1828-1829) عندما وصل حوالي 30 ألف تركي بلغاري إلى تركيا. ثم حدثت الموجة الثانية من 750 ألف مهاجر غادروا بلغاريا خلال الحرب الروسية العثمانية (1877–1878)، لكن مات حوالي الربع خلال التهجير. استوطن أكثر من 200,000 منهم داخل أراضي تركيا الحالية، وأرسل الباقي إلى مناطق أخرى من الدولة العثمانية. أدت تداعيات الحرب إلى إعادة هيكلة ديموغرافية كبرى للتكوين العرقي والديني لبلغاريا. نتيجة لهذه الهجرات انخفضت نسبة الأتراك في بلغاريا من أكثر من ثلث السكان بعد الحرب الروسية التركية مباشرة إلى 14.2٪ في 1900. استمر الأتراك بالهجرة بأعداد كبيرة إلى تركيا أثناء وبعد حروب البلقان والحرب العالمية الأولى حسب لاتفاقيات التبادل الإجباري للسكان بين اليونان وبلغاريا وتركيا. وفي سنة 1934 انخفض عدد السكان الأتراك إلى 9.7٪ من إجمالي سكان بلغاريا واستمر على هذا المنوال في العقود التالية.
أوقف الحكم الشيوعي بعد الحرب العالمية الثانية معظم الهجرة من بلغاريا، ولكن جرى تفاوض على اتفاقيات ثنائية في أوائل الخمسينيات وأواخر الستينيات لتنظيم تدفق الأتراك البلغار. فالضرائب الباهظة وتأميم مدارس الأقليات الخاصة والتدابير المتخذة ضد الثقافة التركية باسم تحديث بلغاريا أدت إلى خلق ضغط كبير على الأقلية التركية للهجرة. وعندما تم تخفيف قيود الخروج في 1950 تقدم العديد من العرقية التركية بطلبات المغادرة. وفي أغسطس 1950 أعلنت الحكومة البلغارية أن 250,000 من الأتراك قد تقدموا بطلبات للهجرة وضغطت على تركيا لقبولهم في غضون ثلاثة أشهر. ولكن السلطات التركية ردت بأن البلاد لا يمكنها استيعاب تلك الأرقام في مثل هذا الوقت القصير وأغلقت حدودها خلال العام التالي. فيما كان بمثابة طرد استمر الضغط على الأتراك لمغادرة البلاد، وفي أواخر 1951 غادر حوالي 155,000 تركي بلغاريا. وتخلى معظمهم عن ممتلكاتهم أو باعوها بسعر يقل كثيرا عن قيمتها؛ واستقروا في منطقتي مرمرة وبحر إيجة، حيث تلقوا المساعدات بتوزيع أراض لهم للسكن. وفي سنة 1968 تم التوصل إلى اتفاق آخر بين البلدين، سمح بمغادرة أقارب أولئك الذين هاجروا قبل 1951 للالتحاق بعائلاتهم المشتتة، وغادر 115,000 شخص آخر بلغاريا إلى تركيا بين 1968-1978.
أما الموجة الأخيرة من الهجرة التركية فبدأت هجرة جماعية في 1989، عندما فر الأتراك البلغار إلى تركيا هربًا من حملة الاستيعاب القسري. كان هذا تتويجا دراماتيكيا لسنوات من التوتر مع الجالية التركية، والتي اشتدت مع حملة الاستيعاب التي قامت بها الحكومة البلغارية في شتاء 1985 عندما حاولت جعل الأتراك يغيرون أسمائهم إلى الأسماء البلغارية السلافية. بدأت الحملة بمنع ارتداء الزي التركي التقليدي والتحدث باللغة التركية في الأماكن العامة، تبعها حملة قسرية لتغيير الاسم. وفي مايو 1989 بدأت السلطات البلغارية في طرد الأتراك. عندما فشلت جهود الحكومة التركية للتفاوض مع بلغاريا بشأن الهجرة المنظمة، فتحت حدودها أمام بلغاريا في 2 يونيو 1989. ومع ذلك أعادت تركيا في 21 أغسطس 1989 تقديم متطلبات تأشيرة الهجرة للأتراك البلغاريين. تشير التقديرات إلى أن حوالي 360,000 من الأصول التركية غادروا إلى تركيا، على الرغم من أن أكثر من ثلثهم عادوا بعد ذلك إلى بلغاريا بمجرد إلغاء الحظر المفروض على الأسماء التركية في ديسمبر 1989. وبعد سقوط النظام الشيوعي البلغاري، والسماح للمواطنين البلغاريين بحرية السفر مرة أخرى، غادر حوالي 218,000 بلغاري البلاد نحو تركيا. موجة الهجرة اللاحقة كانت مدفوعة بالظروف الاقتصادية المتدهورة باستمرار؛ بالإضافة إلى أن أول انتخابات ديمقراطية في 1990 وفاز بها الحزب الشيوعي الذي غير إسمه، قد ساهمت إلى مغادرة 88,000 شخص للبلاد، ومعظمهم من الأتراك البلغاريين. وفي 1992 استؤنفت الهجرة إلى تركيا بمعدل أكبر. ولكن تلك المرة كانت لأسباب اقتصادية لأن التدهور الاقتصادي في البلاد أثر بشكل خاص على المناطق المختلطة إثنيًا. ترك البلغاريون الأتراك بدون دعم حكومي أو غيره من أشكال المساعدة الحكومية وعانوا من ركود عميق. وفقًا لتعداد سنة 1992، فقد هاجر حوالي 344,849 بلغاريًا من أصل تركي إلى تركيا بين 1989-1992، مما أدى إلى انخفاض ديموغرافي كبير في جنوب بلغاريا.

## الجزائر
حدثت الموجة الأولى من الهجرة في 1830 عندما أُجبر العديد من الأتراك الجزائريين على مغادرة المنطقة بمجرد سيطرة الفرنسيين على الجزائر. تم نقل ما يقرب من 10,000 تركي إلى إزمير في تركيا، بينما هاجر آخرون أيضًا إلى فلسطين وسوريا والجزيرة العربية ومصر.

## رومانيا

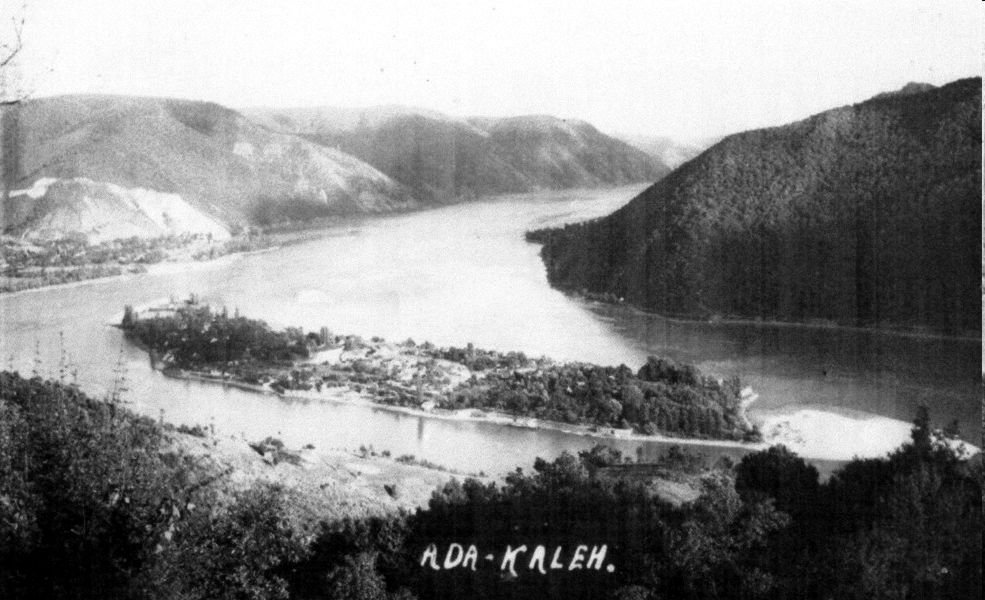
كانت جزيرة أدا قلعة التركية ذات يوم منعزلة، وقد غمرتها المياه بسبب بناء سد البوابات الحديدية في 1971 مما أجبر سكانها على الهجرة إلى أجزاء مختلفة من رومانيا وكذلك تركيا.

تعود الهجرة من رومانيا إلى الأناضول إلى أوائل القرن التاسع عشر عندما تقدمت الجيوش الروسية إلى المنطقة. خلال الحقبة العثمانية حدثت أكبر موجات للهجرة سنة 1826 عندما وصل ما يقرب من 200,000 شخص إلى تركيا، ثم سنة 1878-1880 وصل 90,000 شخص. وخلال حكم الجمهوريين، سمح اتفاق تم في 4 سبتمبر 1936 بين رومانيا وتركيا لـ70 ألف تركي روماني بمغادرة منطقة دبروجة إلى تركيا. وفي ستينيات القرن الماضي أُجبر السكان الذين يعيشون في منطقة أدا قلعة التركية على مغادرة الجزيرة عندما تم تدميرها لبناء محطة البوابة الحديدية الأولى لتوليد الطاقة الكهرومائية، مما تسبب في انقراض المجتمع المحلي من خلال هجرة جميع أفراد تلك المنطقة إلى أماكن أخرى في رومانيا وتركيا.

## سوريا
في ديسمبر 2016 صرح وكيل وزارة الخارجية التركية أميت يالتشين أن تركيا فتحت حدودها أمام 500 ألف لاجئ تركماني سوري فروا من الحرب الأهلية السورية.

## قبرص

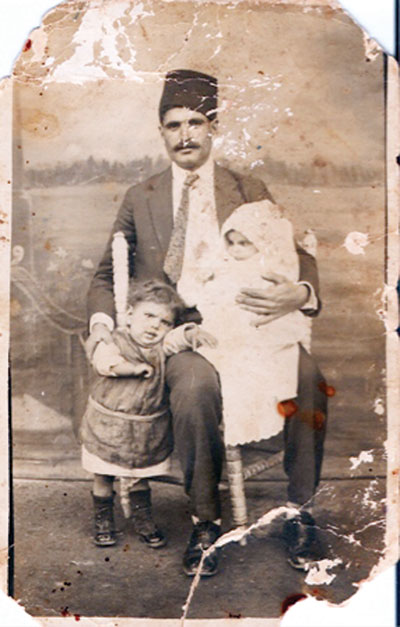
عائلة قبرصية تركية هاجرت إلى تركيا سنة 1935.

حدثت الموجة الأولى من الهجرة من قبرص سنة 1878 عندما أُجبر العثمانيون على تأجير الجزيرة لبريطانيا. فانتقل في ذلك الوقت 15,000 قبرصي تركي إلى الأناضول. واستمر تدفق هجرة القبارصة الأتراك إلى تركيا بعد الحرب العالمية الأولى، واكتسب الزخم الأعلى في منتصف عشرينيات القرن الماضي، واستمر تدفقه بسرعات متقلبة خلال الحرب العالمية الثانية. ثم استمرت هجرة القبارصة الأتراك بعد النزاع القبرصي.
لعبت الدوافع الاقتصادية دورًا مهمًا في موجة هجرة القبارصة الأتراك حيث كانت ظروف الفقراء في قبرص خلال عشرينيات القرن الماضي قاسية جدًا. تضخم الحماس للهجرة إلى تركيا بسبب النشوة التي استقبلت ولادة جمهورية تركيا المنشأة حديثًا وبعد ذلك الوعود بتقديم المساعدة للأتراك الذين هاجروا. أشار قرار اتخذته الحكومة التركية في نهاية 1925 إلى أن أتراك قبرص لهم وحسب معاهدة لوزان الحق في الهجرة إلى الجمهورية، وبالتالي سيتم منح العائلات التي هاجرت منزل وأرض كافية. العدد الدقيق لأولئك الذين هاجروا إلى تركيا مسألة لا تزال غير معروفة. ذكرت الصحافة في تركيا في منتصف سنة 1927 أنه من بين أولئك الذين اختاروا الجنسية التركية، استقر فعليا 5000-6000 من القبارصة الأتراك في تركيا. ومع ذلك كان العديد من القبارصة الأتراك قد هاجروا حتى قبل أن تدخل الحقوق الممنوحة لهم بموجب معاهدة لوزان حيز التنفيذ.
حاول سانت جون جونز تقدير التأثير الديموغرافي الحقيقي لهجرة القبارصة الأتراك إلى تركيا بدقة بين 1881-1931. وذكر:
«لو أن الطائفة القبرصية التركية ازدادت بنسبة 101% بين 1881-1931 مثل القبارصة اليونانيين، لكان تعدادها 91,300 سنة 1931 - أي أكثر بـ 27,000 من العدد المذكور. هل من المعقول أن يكون هذا العدد الكبير من القبارصة الأتراك قد هاجر في فترة خمسين عامًا؟ وتشير الاعتبارات المذكورة للتو إلى أنه ربما كان كذلك. لذا من منطلق هجرة 45,000 شخص في 1881، تبدو هجرة 27,000 شخصًا ضخمة، ولكن بعد طرح هجرة 5,000 شخص موثق في عشرينيات القرن الماضي، يكون رصيد المتوسط للتدفق السنوي حوالي 500 - وهو ليس بكافٍ، ربما ذلك لإثارة اهتمام قادة المجتمع أو إثارة تعليق رسمي أو توثيقه بأي طريقة.»
وفقًا لعلي سوات بيلج: مع اعتبار الهجرات الجماعية في 1878 والحرب العالمية الأولى وبداية حقبة الجمهورية التركية في العشرينات من القرن الماضي والحرب العالمية الثانية، بشكل عام غادر ما يقرب من 100,000 قبرصي تركي الجزيرة إلى تركيا بين 1878-1945. [31] وفي 31 أغسطس 1955 صرح وزير الدولة التركي ووزير الخارجية بالنيابة فطين رشدي زورلو في مؤتمر لندن حول قبرص ما يلي:
«نرى اليوم [1955] عندما نأخذ في الاعتبار حالة السكان في قبرص، لا يكفي أن نقول أن هناك 100,000 تركي يعيشون فيها. بل يجب أن يقال أن هناك 100,000 من أصل 24 مليون تركي يعيشون فيها، وأن 300,000 من القبارصة الأتراك يعيشون في أماكن مختلفة من تركيا.»
وفي سنة 2001 قدرت وزارة الشؤون الخارجية لجمهورية شمال قبرص التركية أن 500,000 من القبارصة الأتراك يعيشون في تركيا.

## القرم
منذ 1771 حتى بداية القرن التاسع عشر وصل ما يقرب من 500,000 من تتار القرم إلى الأناضول. عادة ما جعل القادة الروس أن هناك هوية دينية مشتركة بين الأتراك والتتار باعتبارها القوة الدافعة الأساسية وراء هجرات التتار. ورأوا أن التتار المسلمين لا يريدون العيش في روسيا الأرثوذكسية التي ضمت شبه جزيرة القرم بموجب معاهدة جاسي سنة 1792. حيث بدأت بعدها هجرات جماعية من تتار النوغاي إلى السلطنة العثمانية.
قبل الضم لم يكن النبلاء التتار قادرين على جعل الفلاحين من طبقة الأقنان، وهي حقيقة سمحت للفلاحين التتار بالحرية النسبية مقارنة بأجزاء أخرى من أوروبا الشرقية، وسمح لهم باستخدام جميع «البرية وغير المستخدمة» لإستزراعها. بموجب قواعد الأراضي البرية وسعت شبه جزيرة القرم أراضيها الزراعية حيث كان المزارعون يزرعون أراض غير محروثة من قبل. كانت العديد من جوانب ملكية الأرض والعلاقة بين المزرعة والفلاحين حكومة تحكمها الشريعة الإسلامية. بعد الضم صادر الروس العديد من الأراضي المشاع لتتار القرم. بدأت الهجرات إلى الدولة العثمانية عندما تبددت آمالهم في انتصار العثمانيين في الحرب الروسية العثمانية (1787-1792).

## القوقاز
جرت أحداث الإبادة الجماعية للشركس وهي التطهير العرقي والقتل والهجرة القسرية وطرد غالبية الشركس من وطنهم التاريخي في القوقاز، أسفرت عن مقتل ما لا يقل عن 600,000 مواطن قوقازي ومات حوالي 1.5 مليون والهجرة الناجحة لما تبقى من 900,000 - 1,500,000 من القوقازيين الذين هاجروا إلى الأناضول بسبب الهجمات الروسية المتقطعة من 1768 إلى 1917؛ استقر ثلثاهم بالأناضول، وأرسل الباقي إلى عمان ودمشق وحلب وقبرص. يوجد اليوم ما يصل إلى 7 ملايين شخص من أصل شركسي يعيشون في تركيا، ويفترض أنهم أكثر من ذلك لأنه من الصعب التمييز بين المجموعات العرقية في تركيا.

## يوغوسلافيا
بدأت الهجرة من يوغوسلافيا في القرن التاسع عشر بسبب الثورة الصربية. هاجر ما يقرب من 150,000 تركي إلى الأناضول سنة 1826، ثم في 1867 انتقل عدد مماثل من الأتراك إلى الأناضول. وفي 1862-1867 استقر المنفيون المسلمون من إمارة صربيا في ولاية البوسنة. وبعد إعلان جمهورية تركيا وصل 350,000 تركي إلى تركيا بين 1923-1930. ثم هاجر 160,000 شخص إضافي إلى تركيا بعد تأسيس يوغوسلافيا الشيوعية مابين 1946 إلى 1961. وبلغ عدد المهاجرين من يوغوسلافيا 1961 حوالي 50,000 مهجر.

## اليونان

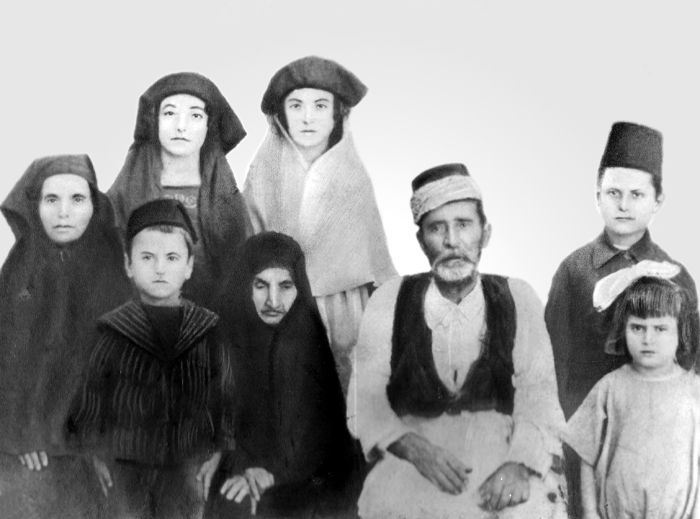
عائلة تركية من جزيرة كريت استقرت في سميرنا (إزمير) سنة 1923

بدأت هجرة الأتراك من اليونان في بداية عشرينيات القرن التاسع عشر عند إنشاء دولة يونانية مستقلة سنة 1829. وبنهاية الحرب العالمية الأولى هاجر ما يقرب من 800 ألف تركي إلى تركيا من اليونان. وبعدها ووفقًا لمعاهدة لوزان 1923، وبموجب اتفاقية عام 1923 المتعلقة بتبادل السكان اليونانيين والأتراك وافقت اليونان وتركيا على التبادل الإجباري للسكان العرقيين. تم استخدام مصطلح «تبادل» للإشارة على وجه التحديد إلى ذلك التهجير. هاجر ما بين 350,000 و 500,000 تركي مسلم من اليونان إلى تركيا، وكذلك نحو 1.3 مليون يوناني مسيحي أرثوذكسي من تركيا إلى اليونان. تم تعريف اليونانيين والأتراك بالدين وليس بالثقافة أو اللغة. وفقًا للمادة 1 من الاتفاقية «... يجب إجراء تبادل إجباري للمواطنين الأتراك من طائفة الروم الأرثوذكس الراسخة في الأراضي التركية، والمواطنين اليونانيين من الديانة الإسلامية الراسخة في الأراضي اليونانية. ولا يجوز لهؤلاء الأشخاص العودة للعيش في تركيا أو اليونان بدون إذن من الحكومة التركية أو اليونانية».
ونشرت التايمز مقال نُشر في 5 ديسمبر 1923 ما يلي:
«أصبح هذا الترحيل السكاني صعبًا بشكل خاص لأن قلة من الأتراك في اليونان يرغبون في المغادرة وأن معظمهم لجأ إلى كل وسيلة ممكنة لتجنب الطرد. هناك ألف تركي ممن خرجوا طواعية من جزيرة كريت إلى أزمير قد أرسلوا العديد من المندوبين إلى الحكومة اليونانية يطلبون السماح لهم بالعودة. وقدمت مجموعات من الأتراك من جميع أنحاء اليونان التماسات للإعفاء. وقبل بضعة أسابيع جاءت مجموعة من أتراك كريت إلى أثينا وطلبوا منهم تعميدهم في الكنيسة اليونانية، وبالتالي يحق لهم اعتبارهم يونانيين. لكن الحكومة رفضت تلك المراوغة.»
كانت الاستثناء الوحيد من الترحيل القسري هم اليونانيون الذين يعيشون في إسطنبول وأتراك تراقيا الغربية. منذ ذلك الحين استمر تهجير الأتراك الذين يعيشون في اليونان إلى تركيا، وهي عملية سهّلت بموجب المادة 19 من قانون الجنسية اليونانية التي استخدمتها الدولة اليونانية لرفض عودة الأتراك الذين يغادرون البلاد، حتى لفترات مؤقتة وحرمانهم من جنسيتهم. ومنذ سنة 1923 غادر المنطقة ما بين 300,000 و 400,000 تركي من تراقيا الغربية وذهب معظمهم إلى تركيا.